# حوزه انتخابیه تبریز، آذرشهر و اسکو
حوزهٔ انتخابیهٔ تبریز، آذرشهر و اسکو بزرگ‌ترین حوزهٔ انتخابیه در استان آذربایجان شرقی است که شامل ۳ شهرستان تبریز، آذرشهر و اسکو و جمعیتی بالغ بر ۲٬۰۴۱٬۶۱۴ نفر (سال ۱۳۹۵) می‌شود که به تنهایی بیش از ۵۲ درصد از جمعیت استان را دربرمی‌گیرد.
این حوزه تا پیش از سال ۱۳۷۹ خورشیدی (دوره‌های اول، دوم، سوم، چهارم و پنجم مجلس) با نام حوزهٔ انتخابیهٔ تبریز شناخته می‌شد که در این سال و همزمان با شروع دوره ششم مجلس شورای اسلامی باتوجه به تأسیس شهرستان‌های جدید آذرشهر و اسکو، به حوزهٔ انتخابیهٔ تبریز، آذرشهر و اسکو تغییر نام داد.
حوزهٔ انتخابیهٔ تبریز، آذرشهر و اسکو، ۶ کرسی از مجلس شورای اسلامی را به خود اختصاص داده است که از این جهت پس از حوزه انتخابیه تهران، ری، شمیرانات، اسلامشهر و پردیس (با ۳۰ کرسی)، دومین حوزه انتخابیهٔ بزرگ کشور محسوب می‌شود. حوزه انتخابیه مشهد و کلات و حوزه انتخابیه اصفهان هرکدام با اختصاص ۵ کرسی از مجلس به خود، رتبهٔ سوم از نظر تعداد کرسی‌های مجلس را در اختیار دارند.

## نمایندگان

### مجلس شورای اسلامی

#### دوره اول
1. سید حسین پورمیرغفاری
2. محمدحسین چهرگانی انزابی
3. عباس دوزدوزانی
4. محمدعلی سبحان‌الهی
5. سید ابوالفضل سیدریحانی
6. محمد علی‌نژاد سارخانی
7. سید محمد میلانی حسینی

#### دوره دوم
1. سید جواد انگجی
2. اکبر پرهیزکار
3. محمدحسین چهرگانی انزابی
4. مرتضی رضوی
5. محمدعلی سبحان‌الهی
6. سید ابوالفضل سیدریحانی

#### دوره سوم
1. سید حسین پورمیرغفاری
2. محمدحسین چهرگانی انزابی
3. حمید چیت‌چیان
4. محمدعلی سبحان‌الهی
5. علی‌اشرف عبدالله‌پوری حسینی
6. هاشم هاشم‌زاده

#### دوره چهارم
1. فخرتاج امیرشقاقی
2. سید جواد انگجی
3. اسماعیل جبارزاده
4. محمدعلی سبحان‌الهی
5. محمد علی‌نژاد سارخانی
6. فاطمه همایون مقدم

#### دوره پنجم
1. حمید باقری
2. اسماعیل جبارزاده
3. بلال سمرقندی
4. صمد قاسم‌پور
5. سید محمد رضا میلانی حسینی
6. هاشم هاشم‌زاده

#### دوره ششم
1. اسماعیل جبارزاده
2. اکبر اعلمی
3. حمید سیدمهدوی اقدم
4. علی‌اصغر شعردوست
5. علی‌اشرف عبدالله‌پوری حسینی
6. میرطاهر موسوی

#### دوره هفتم
1. اکبر اعلمی
2. اسماعیل جبارزاده
3. رضا رحمانی
4. عشرت شایق
5. محمدحسین فرهنگی
6. سید محمدرضا میرتاج‌الدینی

#### دوره هشتم
1. شکور اکبرنژاد (اصولگرا)
2. مسعود پزشکیان (اصلاح‌طلب)
3. رضا رحمانی (اعتدالگرا)
4. محمدحسین فرهنگی (اصولگرا)
5. علیرضا منادی سفیدان (مستقل)
6. سید محمدرضا میرتاج‌الدینی (اصولگرا)

#### دوره نهم
1. مسعود پزشکیان (اصلاح‌طلب)
2. رضا رحمانی (اعتدالگرا)
3. محمداسماعیل سعیدی (اصولگرا)
4. محمدحسین فرهنگی (اصولگرا)
5. میرهادی قره‌سید رومیانی (اصولگرا)
6. علیرضا منادی سفیدان (مستقل)

#### دوره دهم
1. شهاب‌الدین بی‌مقدار (اصلاح‌طلب)[۱]
2. مسعود پزشکیان (اصلاح‌طلب و اعتدالگرا)[۱][۲]
3. زهرا ساعی (اصلاح‌طلب و اعتدالگرا)[۱][۲]
4. احمد علیرضابیگی (اصولگرا)[۳]
5. محمدحسین فرهنگی (اصولگرا)[۳]
6. محمداسماعیل سعیدی (اصولگرا)[۲]

#### دوره یازدهم
1. مسعود پزشکیان (اصلاح‌طلب)
2. احمد علیرضابیگی (اصولگرا)
3. روح‌الله متفکر آزاد (اصولگرا)
4. سید محمدرضا میرتاج‌الدینی (اصولگرا)
5. محمدحسین فرهنگی (اصولگرا)
6. علیرضا منادی سفیدان (اعتدالگرا)

#### دوره دوازدهم
1. بدون نماینده (به علت به ریاست جمهوری رسیدن مسعود پزشکیان این حوزه انتخابیه با ۵ نفر فعالیت می کند.
2. علیرضا نوین (اصولگرا)
3. روح‌الله متفکر آزاد (اصولگرا)
4. علی جعفری آذر (اصولگرا)
5. رضا صدیقی (اصولگرا)
6. علیرضا منادی سفیدان (اعتدالگرا)